# Zandpijp
De zandpijp (Pygospio elegans) is een borstelwormensoort uit de familie Spionidae. Pygospio elegans werd in 1863 voor het eerst wetenschappelijk beschreven door Claparède.

## Beschrijving
De zandpijp is een klein wormpje (tot 15 mm) die een zandkokertje bouwt waarin het leeft. Net als alle borstelwormen bestaat het lichaam van de worm uit een kop, een cilindrisch, gesegmenteerd lichaam en een staartstukje. De kop bestaat uit een prostomium (gedeelte voor de mondopening) en een peristomium (gedeelte rond de mond) en draagt gepaarde aanhangsels (palpen, antennen en cirri). Het middenlijf draagt lange kieuwen en de staart eindigt in vier puntige lobben.

## Verspreiding
De zandpijp leeft over wijd verspreid gebied van de noordelijke Stille Oceaan, de noordelijke Atlantische Oceaan tot aan de Middellandse Zee, inclusief de Noordzee, het Skagerrak, Kattegat en de Oostzee alsmede in de Zwarte Zee, de Noordelijke IJszee en aan de kusten van Zuid-Afrika en Australië. Deze borstelworm leeft in het intergetijdengebied en daaronder, maar kan ook in brakwater van estuaria gevonden worden.